# Lev Berg
Lev Berg (Лев Семёнович Берг, Lev (o Leo) Semiònovitx Berg (1876-1950) era un zoòleg i geògraf moldavià.
Va néixer el 14 de març de 1876, fill de Klara Lvovna Bernstein-Kogan i de Simon Gregorieviytx Berg, una família jueva a Bender, aleshores a la governació de Bessaràbia, avui a Moldàvia. De 1885 a 1894 va anar a l'escola secundària a Chisinau, que va completar amb èxit amb una medalla d'or. Es va convertir al luteranisme per tal de poder estudiar a la Facultat de Física i Matemàtiques de la Universitat Estatal de Moscou, on va graduar el 1898. Al començament es va interessar principalment en la zoologia, especialment la ictiologia, i posteriorment la geografia. Durant els estudis ja va començar recerques sobre els peixos del Dnièster, Bessaràbia i del riu Ural.
De 1904 a 1914 va ser director de la secció d'ictiologia del Museu Zoològic de l'Acadèmia de Ciències de Sant Petersburg. El 1909 va doctorar en geografia amb una dissertació sobre el Mar d'Aral, Аральское море. El 1913 va ser designat per a la càtedra d'ictiologia de l'Institut Agrícola de Moscou, càrrec que va compaginar amb la direcció de la secció ictiologia de l'Institut Nacional d'Agronomia Experimental i com a cap de la secció de fòssils de peixos de l'Acadèmia de Ciències soviètica.
Va ser reconegut tant per les recerques ictiòlogiques com per els estudis geogràfics.
El nom de Berg es va incloure en els noms llatins de més de seixanta animals i plantes.

## Obres destacades
- Рыбы пресных вод России [Peixos d'aigua dolça de Rússia] (1916), el 1948, la quarta edició en tres volums Рыбы пресных вод СССР и сопредельных стран [Peixos d'aigua dolça de la USSR i països adjacents], va rebre el premi Stalin.
- En el llibre Номогенез, или Эволюция на основе закономерностей [Nomogènia, o evolució basada en regularitats] (1922),[3] desenvolupa la teoria de la «nomogènia» un concepte antidarwinista de l'evolució. Hi refuta la idea que l'evolució seria el resultat de mutacions aleatòries i la mera supervivència del més apte. Forces internes dels organismes tindrien un paper més important que la mera selecció natural. Ja va ser traduït a l'anglès el 1926, amb un prefaci del matemàtic D'Arcy Wentworth Thompson.[4]

| « | Professor Berg té teories ben seves, i és molt probable que molts no hi estarem d'acord. Però, aquest llibre sempre és interessant. Berg mateix és tan modest i parla sempre amb tanta franquesa sense preocupar-se d'honors o fama, que podem divergir i romandre amics. | » |
| — D'Arcy Wentworth Thompson, 1926, pàgina x de l'Introducció a la traducció anglesa del llibre, Nomogenesis | |   |